# Palazzina Ottolenghi di Vallepiana
La palazzina Ottolenghi di Vallepiana è un edificio civile del centro di Firenze, situato in via della Mattonaia 21.

## Storia e descrizione

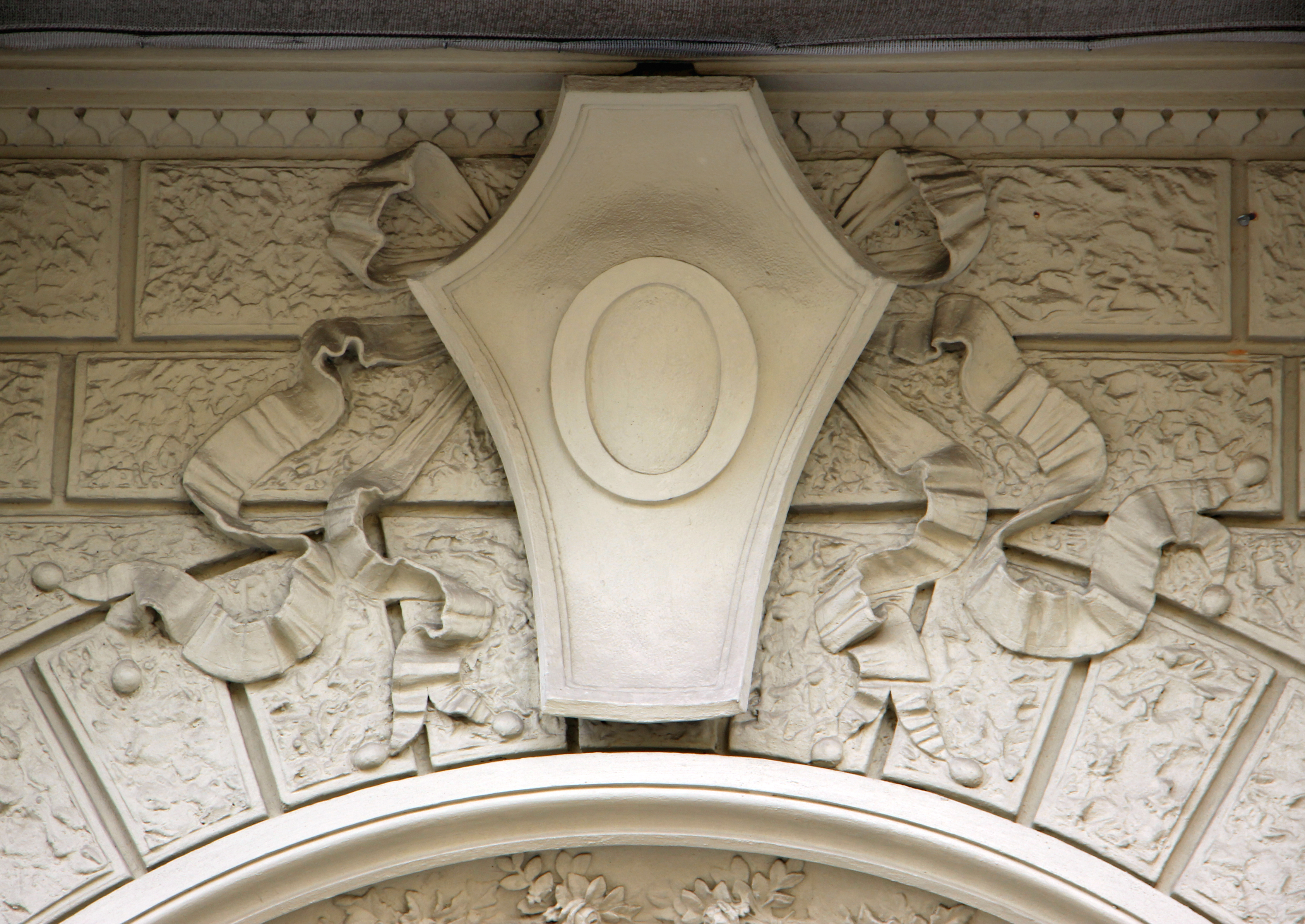
Stemma Ottolenghi

La palazzina fu edificata su commissione del ricco possidente Cesare Boboli (proprietario anche del vicino palazzo Boboli in via Farini 8) tra il 1870 e il 1871, su progetto del giovane architetto David Ferruzzi. Acquistata dalla famiglia ebrea degli Ottolenghi di Vallepiana alla fine degli anni settanta dello stesso secolo, venne da questa abbandonata a seguito della promulgazione delle leggi razziali del 1939.
Requisita durante il secondo conflitto mondiale dall'esercito tedesco che la destinò ad alloggio per alti ufficiali e per funzioni di rappresentanza, fu occupata nell'immediato dopoguerra da sfollati fino a che, tra il 1958 e il 1959 presero avvio importanti lavori di ristrutturazione su progetto dell'architetto Enrico Miniati. Oltre alla suddivisione interna in più appartamenti, l'edificio venne in questa occasione rialzato del mezzanino. Agli inizi degli anni settanta del Novecento fu ricavato all'interno del volume del tetto il piano attico.
Attualmente il fronte, ferme restando le modifiche novecentesche, si presenta secondo il disegno già reso noto da una bella tavola pubblicata su Ricordi di Architettura nel 1878. Organizzato su cinque assi per due piani (ora, come abbiamo detto, ampliati da un mezzanino), si distingue, pur nell'adesione sostanziale al linguaggio neorinascimentale allora in voga, per l'insistito decorativismo, esemplificato dalle teorie di mazzolini di fiori legati che si dispongono sugli architravi delle finestre e incorniciano l'alto portone, in questo caso sviluppandosi da vasi dalla forma neoclassica. L'asse centrale dell'edificio, come consueto, presenta un balcone che sovrasta il portone, coronato da uno scudo su quale si staglia una grande O, iniziale del cognome della famiglia degli Ottolenghi di Vallepiana.